# Podenco Canario
Chó săn Canarian Warren hay Podenco Canario, Canarian Podenco là giống chó săn Tây Ban Nha có nguồn gốc từ Quần đảo Balearic. Chúng thuộc nhóm chó cổ xưa dùng để săn, không dùng làm việc (Primitive type-Hunting Dogs - Without working trial), là giống chó săn đuổi, được sử dụng chính để săn thỏ và sau đó được cho thích nghi để dùng cho nhiều mục đích khác nhau của người nuôi nhờ vào cái mũi thính kỳ lạ, khả năng quan sát và thính giác của chúng.
Podenco Ibicenco tồn tại dễ dàng trong những vùng có nhiệt độ cao và có khả năng săn đuổi từ bình minh tới đêm tối. Nhờ vào thính giác và khứu giác tốt, chúng có thể phát hiện những con thỏ trong các khe đất, trong các vách tường, trong những đống đá hay trong những bờ ruộng, trong hang hay trong bụi rậm. Chúng có sức sinh tồn rất mạnh mẽ, bắt nguồn từ khả năng săn đuổi. Chúng chủ yếu làm nhiệm vụ đuổi mồi, không sủa hoặc bỏ giữa chừng trong suốt cuộc truy tìm. Được sử dụng đi săn cùng với chồn sương dùng để sục đuổi thỏ khỏi hang, chúng luôn cắn con thỏ trong mồm chúng.

## Tổng quan
Trên quần đảo Canary, nơi bắt nguồn của chúng, chúng được biết đến với cái tên Podenco Canario. Người ta thấy chúng trên tất cả các đảo trong quần đảo, đặc biệt tại đảo lớn nhất là đảo Gran Canary và đảo Teneriffe. Podenco là giống chó có nguồn gốc từ Ai Cập Chúng được mang tới quần đảo này bởi những người xứ Phê-nê-xi (Phoenicians), người Hy Lạp, người Ai Cập, người Carthaginian và có thể cả người La Mã. Đây là một trong số những giống chó làm việc có hình thể tráng kiện cổ nhất và là một trong số những giống chó cổ nhất còn tồn tại, bởi chúng ta tìm thấy nhiều dấu tích như hình chạm khắc, tượng, phù điêu trong các lăng mộ của Pha-ra-ông và trong các bảo tàng như bảo tàng Louvre hay Vương Quốc Anh. Các hình vẽ biểu tượng của chúng được tìm thấy trong các lăng mộ của Pha-ra-ông và trong các bảo tàng.
Chó Podenco Ibicenco được sử dụng chính để săn thỏ không dùng súng, đi săn cả ngày và đêm. Nhờ vào khả năng đánh hơi đặc biệt tốt của chúng, kết hợp với thính giác nhạy bén được chúng sử dụng nhiều hơn là khả năng nhìn để nhận ra con mồi. Chúng thường đánh hơi và đuổi thỏ, kể cả trong những vùng cây bụi rậm rạp. Linh lợi, hoạt bát, chúng có thể bắt mồi rất nhanh, đặc biệt khi săn cùng các con chó khác. Khi chúng tham gia vào cuộc săn, chúng thường chạy quanh những con chó khác, giữ khoảng cách thích hợp và chờ đợi.
Chúng chỉ sủa khi chúng nhìn, nghe hoặc ngửi thấy con mồi. Khi tham gia cuộc săn hoặc đuổi mồi, tất cả các con chó thường vẫy mạnh đuôi và luôn cụp xuống khi chúng đang rình mồi. Podenco Ibicenco thường được sử dụng để săn thỏ rừng hoặc trong các cuộc săn lớn. Chúng cũng có khả năng tha mồi tốt. Người ta chỉ dùng chó cái để thành lập đàn, hoặc nhiều nhất là một con chó đực, vì chó đực thường lười làm việc trong cuộc săn và thường hay nổi cáu. Khi một đàn chó bắt được hàng ngàn con thỏ, có một điều có thể xảy ra là một số con chó trong một số đàn sẽ nằm nghỉ và không chịu săn tiếp. Người Tây Ban Nha gọi là "enconillarse" (nghỉ ngơi) để gọi đặc điểm này của chúng.

## Đặc điểm
Đây là giống chó có kích thước trung bình, người hơi dài, mảnh khảnh, thon thả và đặc biệt rắn rỏi. Chó đực có chiều cao từ 66 đến 72 cm, Chó cái cao từ 60 đến 67 cm, Nếu tính từ chiều cao đến vai và có chênh lệch thì chó đực từ 55 đến 64 cm, chó cái từ 53 đến 60 cm. Nhìn chung, chúng có kích thước cân đối và theo đúng các yêu cầu về thẩm mỹ, màu sắc do có sự khác nhau về địa hình của các khu vực nơi mà chó sống và đi săn, kích thước bình quân của chúng có thể khác nhau. Mức chênh lệch được chấp nhận là 2 cm vượt quá chiều cao tối đa và 2 cm thấp hơn chiều cao tối thiểu, với điều kiện là các yêu cầu khác phù hợp với quy chuẩn của giống chó.

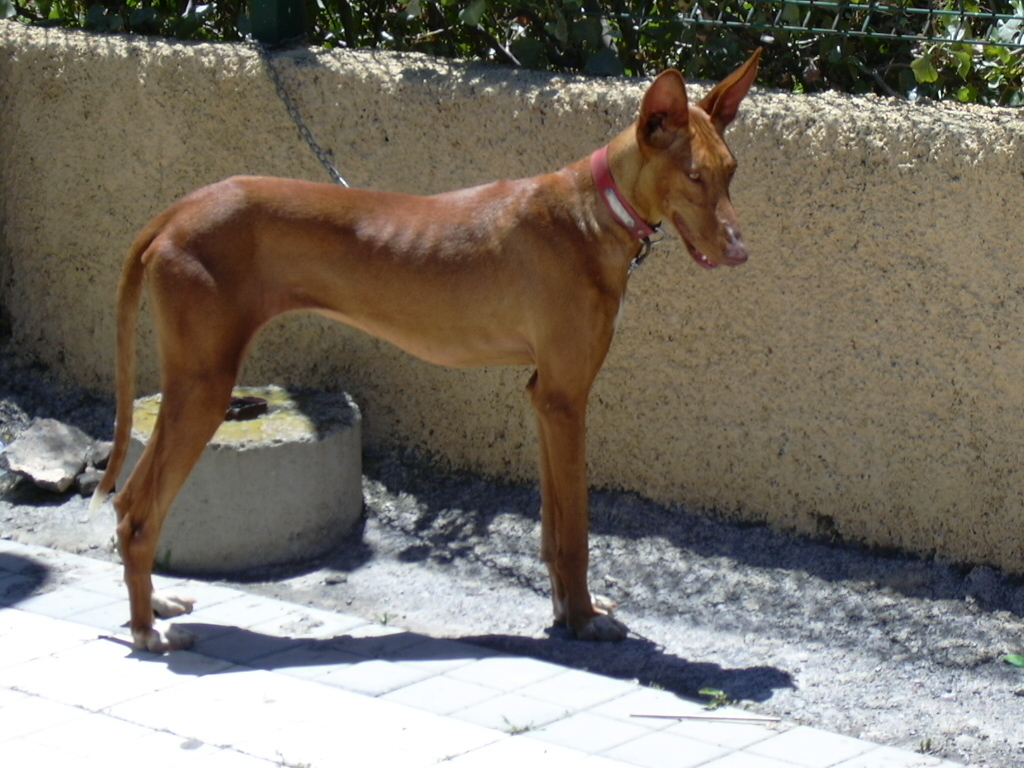
Tổng thể một con chó săn Podenco tiêu chuẩn

Khung xương chúng vững chắc, cơ thể không có lớp mỡ làm có thể nhìn thấy bộ khung xương sườn cũng như cột sống và xương hông. Sự vững chắc được phát triển đến cực đại qua vẻ gày gò, sự co duỗi của các bắp cơ khi chuyển động được hiển thị rõ rệt dưới lớp da mỏng. Người hơi dài hơn chiều cao, ngực sâu đến khuỷ chân. Mũi hơi dài hơn chiều dài đầu. Chúng dũng cảm, mạnh mẽ, dễ bị kích động và luôn năng nổ, bướng bỉnh nhưng không hung dữ, trung thành với chủ, chúng có thể chịu đựng thởi tiết khắc nghiệt suốt cả ngày mà không có dấu hiệu mệt mỏi.

### Phần đầu
Khoảng cách từ chóp mũi tới mắt bằng với khoảng cách từ mắt tới chỏm đầu. Nhìn tổng thể, đầu có hình thon dài, đầu dài và thon thả, xương sọ gọn gàng. Xương đầu khô và chắc, nhìn chúng cơ bắp, cấu trúc xương đầu nhỏ trong mối tương quan với thân hình. Xương sọ dài và phẳng, có xương chẩm lồi, xương sọ dẹp, cân đối với thân, có độ dài trung bình 21 – 22 cm. Khung xương mặt và sọ song song với nhau (The cranial-facial axes are parallel). Sọ dài hơn chiều rộng, sọ phẳng, có xương chẩm lồi. Trán phẳng, điểm tiếp giáp gốc mũi và mặt gần như thẳng. Mõm rộng và nhô lên tạo thành hình chóp nhọn, có màu phù hợp với màu lông. Mũi có màu sáng, gần màu với da. Mũi rộng, có màu phù hợp với màu lông, lỗ mũi nở rộng vừa phải. Sống mũi hơi cong nhẹ. Sống mũi và mũi nhô quá hàm dưới, mõm thon dài, gọn gàng và gần màu với da. 
Môi mỏng, khép kín, có màu gần màu với da. Răng khép hình kéo, răng phát triển đều, dài. Răng rất khít, khép hình kéo, trắng và đều đặn. Mắt xiên chéo, nhỏ, hình quả hạnh đào có màu hổ phách nhạt, có xu hướng của màu caramel. Màu hổ phách của mắt nhìn có thể đậm hay nhạt tuỳ theo màu lông, sức biểu cảm của mắt được tạo ra cùng với sự tương phản giữa màu mắt và màu lông. Mắt biểu lộ sự thông minh và kiêu hãnh. Không chỉ biểu lộ vẻ cao quý, mắt chúng còn có thể bộc lộ nỗi sợ hãi và ngờ vực. Tai luôn luôn cứng, rất linh hoạt, chĩa về trước hoặc ngang sang bên theo một mặt phẳng, tai dựng đứng vuông góc khi chó bị kích thích. Tai có hình thoi dài, bị cắt tại điểm 1/3 đường chéo. Tai của chúng không có lông phía bên trong, có kích thước trung bình, không quá to.

### Phần thân
Cổ lực lưỡng, thẳng, lông rất mịn và không có diềm da dưới cổ, linh hoạt và nhanh nhạy. Cổ chúng còn trông gân guốc, cả phía trên và dưới cổ. Chiều dài cổ bằng ¼ chiều dài thân, hơi cong và rất lực lưỡng. Da căng, không bị chùng, mượt mà và không có diềm da dưới cổ. Thông thường, lông tại một số phần trên người thường dài hơn ở cổ, đặc biệt với giống chó lông mượt. Nhìn tổng thể, thân hình chúng cân đối, lưng có hình hơi cong lên. Thân người hơi dài hơn so với chiều cao, vai lộ rõ, cao, dài và lộ rõ cơ bắp, vai dẹt, xiên chéo, mạnh mẽ và cử động linh hoạt. Ngực sâu, hẹp và dài, tuy nhiên sâu chưa đến khuỷ chân trước. Ngực trước nhọn và nhô ra, xương sườn phẳng.
Lưng dài, thẳng và mềm dẻo, rất lực lưỡng và phẳng, lưng khoẻ cơ bắp phát triển mạnh, thích hợp với việc chạy đua và các yêu cầu săn đuổi. Xương ức không nhô ra, ngực phát triển tốt, sâu gần đến khuỷ chân. Xương sườn cong hình ô-val. Chu vi vòng ngực lớn hơn chiều cao đến vai từ 5 tới 8 cm. Bụng thon, nhưng không cong hẳn lên như chó đua (galgo, greyhound), xương sườn lộ rõ. Hông cong, rộng trung bình, nhìn mạnh mẽ và cứng cáp. Mông rất dốc với cấu trúc xương lộ rõ, Xương mông rắn chắc, nhìn rõ dưới lớp da, đặc biệt khi đang chạy đuổi biểu thị sức mạnh và sự lực lưỡng. Bụng chúng thon cao, nhưng không thắt quá.
Đuôi thấp, dài, lông đuôi dài và hơi thô. Khi đuôi cụp vào giữa hai chân, gốc đuôi cụp sát vào xương sống. Đuôi hơi to ở gốc và thon lại ở phía đầu. Buông thõng khi nghỉ ngơi và cong lên hình cái liềm. Độ cong có thể có thể nhiều hoặc ít, nhưng không quá cong và chạm đến lưng. Đuôi thẳng xuống dưới, nhìn như một phần kéo dài ra từ mông. Đuôi tròn, dài hơn kheo chân một chút. Đuôi dốc xuống hoặc có hình lưỡi liềm, vuốt nhọn ở phía chóp đuôi. Chóp đuôi thường có màu trắng. Đuôi không bao giờ cong lên. Đuôi cũng không cong lên quá cao ngay cả khi đang chạy.

### Tứ chi
Chân cân đối, thẳng. Nhìn từ phía trước, hai chân trước rất gần nhau, chân rất cứng cáp. Chân dài tạo ra ấn tượng về một con chó mảnh mai, nhanh nhẹn nhưng lại rất khoẻ mạnh. Chân trước rất dài, thẳng, mạnh mẽ và sát nhau. Khuỷu chân rộng, không sát vào người, song song với mặt phẳng của cơ thể nhưng không chùng xuống. Cẳng chân rất dài so với cổ chân trước. Cổ chân trước mạnh mẽ, rắn chắc và rất thẳng. Chân trước rất thẳng, hai chân song song, cấu trúc xương nhỏ, thanh mảnh nhưng rất chắc chắn bàn chân có hình chân mèo. Bàn chân hơi hướng ra ngoài. Đệm bàn chân rắn chắc, có hình ô-val. Các góc xương chân xương bả vai, xương cẳng chân trước tạo thành góc khoảng 110°, xương cẳng chân trước, xương ống chân trước tạo thành góc khoảng 140°.
Hai chân sau song song với nhau, dài mạnh mẽ và rất cơ bắp. Khuỷu chân sau góc cong đẹp, rộng, khuỷu chân thấp, song song và thẳng, không chĩa ra bên ngoài cũng như vào bên trong. Chúng có bàn chân như bàn chân thỏ rừng. Các ngón chân dài và chụm. Có nhiều lông trong khoảng giữa của các ngón chân, ngón chân rất mạnh mẽ, cứng và thường có màu trắng và đôi khi cùng màu với lông, đệm chân rất cứng. Bước chuyển động đẹp nhất là bước chạy dài khi cả bốn chân không chạm đất. Bước chạy rất nhanh và tạo ra ấn tượng về sự nhanh nhẹn của chúng. Chân sau thẳng và lực lưỡng, phát triển cân đối, mạnh mẽ về cơ bắp, kheo chân cao (khoảng 18 cm từ mặt đất, bàn chân dạng chân mèo, đệm bàn chân rắn chắc và có hình ô-val, chúng không có huyền đề. Góc giữa xương háng và xương đùi khoảng 110°, góc giữa xương đùi và xương chày khoảng 120°, góc xương kheo chân khoảng 130°.

### Da và lông

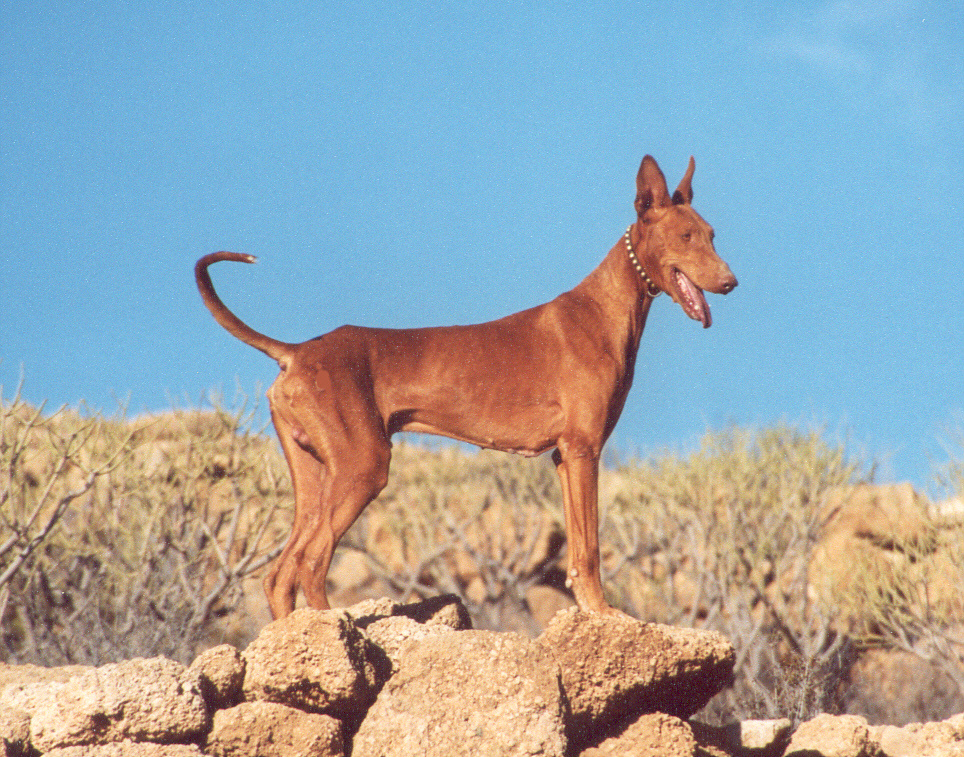
Một con Podenco

Da căng, vừa khít với cơ thể, có màu đỏ hồng, nhưng cũng có thể có màu khác nhau ở những vùng có lông màu khác nhau. Lông có hai loại lông mượt và lông dài. Loại lông mượt lông không mịn như lụa, rất cứng và bóng. Loại lông dài thường cứng và rất rậm rạp, một vài nơi trên người lông ngắn hơn như trên đầu, tai và một vài nơi thì dài hơn như bắp đùi sau và mặt dưới đuôi. Bộ râu được đánh giá rất cao, thường có chiều dài không dưới 5 cm. Loại lông mượt thì bộ râu mềm hơn. Lông trên đầu thường rất mềm. Chúng thường có màu đỏ - trắng, hoặc có thể có toàn bộ màu đỏ hoặc toàn bộ màu trắng. Chó màu vàng nhạt không được chấp nhận đối với giống lông dài. Đây chính là một đặc điểm tiêu biểu của dòng lông dài, với chó lông ngắn, màu này lại được chấp nhận.

## Dị tật
Bất cứ sự khác biệt nào với các điểm nêu trên đều được coi là lỗi, mức độ nghiêm trọng phụ thuộc vào từng chi tiết đặc thù của lỗi đó trong cấu trúc cơ thể, cũng như mức độ của lỗi. Chẳng hạn như đầu ngắn và to. Điểm tiếp giáp giữa mặt và sống mũi rõ rệt. Thiếu răng cửa. Tai cụp hay gập. Ngực tròn hình thùng rượu. Đầu gối chĩa ra ngoài. Kheo chân sau thẳng như chân bò. Bàn chân chĩa ra ngoài. Chân đá lung tung khi chạy, không chạy trên đường thẳng.
Những dị tất nặng gồm đầu có hình bậc thang mặt phẳng đầu quá cao so với sống mũi. Mũi màu nâu hoặc có đốm đen. Bất cứ hàm nào nhô ra. Mi mắt và môi có màu nâu. Có bằng chứng về việc lai tạo với chó săn Galgo hoặc có các đặc điểm của nòi chó săn đuổi Galgo này, Tai gấp nếp. Mắt màu tối. Mông nở. Ngực trước cong rõ rệt. Chân trước mở rộng. Bắp đùi cong và mở rộng, nổi rõ gân. Chó đực cần có đủ 2 tinh hoàn trong bìu khi đứng bình thường.